# Fluchthorn
O Fluchthorn ou Piz Fenga é uma montanha dos Alpes de Silvretta. Tem 3312 m de altitude e 544 m de proeminência topográfica e fica na fronteira Áustria-Suíça, entre o Cantão dos Grisões e o Tirol.